# Blue Origin Goddard
Goddard är den första raketen utvecklad av Blue Origin. Den flög första gången den 13 november 2006. Raketen är uppkallad efter den amerikanske raketpionjären Robert Goddard.
Raketens uppgift var att prova teknik för företagets nästa raket, New Shepard.
Vid den första flygningen nåde farkosten en höjd på 285 fot höjd och gjorde sedan en kontrollerad landning, på samman plats som den skjutits upp från.